# Sarcophaga hiromui
Sarcophaga hiromui är en tvåvingeart som beskrevs av Tadao Kano 1994. Sarcophaga hiromui ingår i släktet Sarcophaga och familjen köttflugor.
Artens utbredningsområde är Nepal. Inga underarter finns listade i Catalogue of Life.